# Éclipse solaire du 1er octobre 1940
L'éclipse solaire du 1er octobre 1940 est une éclipse totale.